# Pachyurus junki
Pachyurus junki är en fiskart som beskrevs av Soares och Lilian Casatti 2000. Pachyurus junki ingår i släktet Pachyurus och familjen havsgösfiskar. Inga underarter finns listade i Catalogue of Life.